# Chó Tiệp Khắc
Chó Tiệp Khắc, tiếng Anh: Czechoslovakian Wolfdog, tiếng Séc: Československý vlčák, tiếng Slovakia: Československý vlčiak) là một giống chó tương đối mới với dõi dòng dõi ban đầu của là một thí nghiệm được tiến hành vào năm 1955 tại Tiệp Khắc. Sau khi ban đầu nhân giống chó chăn cừu Đức với chó Carpathian (Canis lupus lupus), một kế hoạch đã được thực hiện để tạo ra một giống chó có tính khí, tâm lý bày đàn và khả năng huấn luyện của Chó chăn cừu Đức cùng sức mạnh, cấu tạo thân hình và sức chịu đựng của chó Carpathian.
Loài này được thiết kế để tạo một giống chó tấn công để sử dụng trong các hoạt động đặc biệt quân sự do các lực lượng đặc biệt Tiệp Khắc thực hiện nhưng sau đó cũng được sử dụng trong tìm kiếm và cứu nạn, chó bảo vệ, theo dõi, chăn gia súc, nhanh nhẹn, vâng lời, săn đuổi và được chọn ở châu Âu và Hoa Kỳ. Nó đã được chính thức công nhận là giống quốc gia ở Tiệp Khắc vào năm 1982 và được chính thức công nhận là một giống chó bởi Fédération Cynologique Internationale (FCI) vào năm 1989.

## Tính cách
Chó Tiệp Khắc linh hoạt hơn các giống có chuyên môn khác. Giống chó này nhanh nhẹn, sống động, rất tích cực và can đảm. Khác biệt với tính nết của chó săn sói Saarloos, sự nhút nhát thực chất một lỗi, không đủ tiêu chuẩn của giống chó Tiệp Khắc.